# Monumentos romanos y románicos de Arlés
Los monumentos romanos y románicos de Arlés, en Francia, fueron objeto de la inscripción en la lista de Patrimonio Mundial de la UNESCO desde 1981. 

## Inscripción
El sitio fue inscrito en la Lista del Patrimonio Mundial durante la 5ª sesión del Comité del Patrimonio Mundial en 1981, bajo la denominación de "Monumentos romanos y románicos de Arles". Un tipo de propiedad "cultural", cumple con los criterios: 
2. Sea testigo de un considerable intercambio de influencias durante un período determinado o en un área cultural específica, sobre el desarrollo de la arquitectura o la tecnología, las artes monumentales, el urbanismo o la creación de paisajes. y
4. Ofrezca un ejemplo destacado de un tipo de construcción o conjunto arquitectónico o tecnológico o paisaje que ilustre uno o más períodos significativos en la historia humana.

La Unesco justifica el registro de la siguiente manera: 
“Arles ofrece un ejemplo interesante de adaptación de una ciudad antigua a la civilización de la Europa medieval. Tiene unas impresionantes monumentos romanos, el más antiguo -arenas, teatro antiguo, criptopórticos- de nuevo al siglo I d. C. Se conoció en el siglo IV una segunda edad de oro de la que dan testimonio los baños termales de Constantino y la necrópolis de Alyscamps. En el siglo XI, Arlés se convirtió una vez más en una de las ciudades más bellas del mundo mediterráneo. Dentro de los muros, San Trófimo, con su claustro, es uno de los principales monumentos del arte románico provenzal” 
El nombre del sitio fue cambiado a "Arlés, monumentos romanos y románicos" en 2006.

## Sitio protegido
La inscripción protege un área de 65 ha del centro de Arles, ubicado entre el Ródano al noroeste, los bulevares Georges-Clemenceau y des Lices al oeste y sur, y el bulevar Émile-Combes al este y norte, al cual es necesario agregar la zona de la necrópolis de Alyscamps que forma una protuberancia en el sureste, desde el jardín de verano hasta la rue Georges-Pomerat, a lo largo del canal de Craponne.
En esta área, se identifican específicamente los ocho monumentos siguientes. 
| Código  | Monumento                                      | Coordenadas                 | Foto |
| ------- | ---------------------------------------------- | --------------------------- | ---- |
| 164-001 | Anfiteatro romano                              | 43° 40′ 27″ N, 4° 37′ 51″ E |      |
| 164-002 | Teatro antiguo                                 | 43° 40′ 23″ N, 4° 37′ 47″ E |      |
| 164-003 | Criptopórticos y foro romano                   | 43° 40′ 24″ N, 4° 37′ 34″ E |      |
| 164-004 | Termas de Constantino                          | 43° 40′ 31″ N, 4° 37′ 38″ E |      |
| 164-005 | Murallas del castro romano                     | 43° 40′ 21″ N, 4° 37′ 42″ E |      |
| 164-006 | Alyscamps (necrópolis romana)                  | 43° 40′ 09″ N, 4° 38′ 02″ E |      |
| 164-007 | Catedral San Trófimo y su claustro             | 43° 40′ 23″ N, 4° 37′ 40″ E |      |
| 164-008 | Exedra romana (en el patio del muséon Arlaten) | 43° 40′ 22″ N, 4° 37′ 33″ E |      |